# Dina Kochetkova
Dina Kochetkova (Moscú, Rusia, 27 de julio de 1977) es una gimnasta artística rusa, dos veces campeona del mundo en 1994 y 1996 en las pruebas de suelo y barra de equilibrio, respectivamente.

## Carrera deportiva
En el Mundial que tuvo lugar en Brisbane (Australia) en 1994 consigue un oro en suelo, y dos medallas de bronce en la general individual —tras la estadounidense Shannon Miller y la rumana Lavinia Milosovici— y en barras asimétricas, tras la china Luo Li y la rusa Svetlana Khorkina. 
Poco después ese mismo año, en el Mundial de Dortmund 1994 —donde solo se compitió en el concurso por equipos— consigue el bronce por equipos, tras Rumania y Estados Unidos.
En el Mundial de celebrado en San Juan (Puerto Rico) en 1996 gana el oro en la viga de equilibrio. Y en los JJ. OO. de Atlanta gana la plata por equipos, tras Estados Unidos (oro) y delante de Rumania (bronce).